# Cologno (Casalmaiocco)
Cologno è un centro abitato d'Italia, frazione del comune di Casalmaiocco.

## Storia
Centro agricolo di antica origine, appartenente al Vescovado superiore del Contado di Lodi.
Nel 1757 venne aggregato a Cologno il comune di Casalmaiocco.
Nel 1809, durante l'età napoleonica, vi vennero aggregati anche i comuni di Dresano e Sordio, che tornarono autonomi con la restaurazione austriaca (1816).
Nel 1863 il comune di Cologno assunse la nuova denominazione di Casalmaiocco e pertanto Cologno ne divenne frazione.